# Status marmoratus
El status marmoratus es una afección de los ganglios basales y el tálamo consecuente a la complicación de una encefalopatía hipóxica isquémica en el recién nacido. Se produce pérdida de neuronas, gliosis e hipermielinización. Esto último da una apariencia marmórea a las estructuras dañadas y de ahí recibe su nombre el trastorno. Se manifiesta a partir del primer año de vida con signos extrapiramidales y coreoatetosis bilateral con distonía, además de una posible discapacidad intelectual.